# Henri Carré
Pour les articles homonymes, voir Carré (homonymie).
Compléments
Officier de la Légion d'honneur, Officier du Mérite agricole
Henri Joseph Carré, né à Avize (Marne) le 23 mars 1870 et mort le 5 juin 1938 à Maisons-Alfort, est un vétérinaire microbiologiste français, découvreur en particulier de l'étiologie virale de la maladie des jeunes chiens qui porte son nom, la maladie de Carré.

## Biographie
Diplômé de l'école vétérinaire d'Alfort en 1892, il répond, dès sa sortie de l'école, à la sollicitation de son maître, Edmond Nocard, qui l'invite à le seconder dans un laboratoire que l'on vient de créer pour l'étude de la fièvre aphteuse. Ce laboratoire doit devenir plus tard le Laboratoire national de recherches vétérinaires de Maisons-Alfort.
Directeur du Laboratoire de recherches de Maisons-Alfort, il consacre sa vie à des travaux de recherche sur de nombreuses pathologies animales et collabore avec l'Institut Pasteur. Il découvre en 1904 avec Henri Vallée l'étiologie virale de l'anémie infectieuse équine, dont l'agent a été identifié depuis comme l'un des premiers lentivirus, famille de virus apparentée au virus du sida et, en 1905, celle de la maladie des jeunes chiens qui porte aujourd'hui son nom (maladie de Carré). Élu membre de l'Académie vétérinaire en 1908, il est promu directeur du Laboratoire National de Recherches en 1931 et directeur honoraire lors de sa retraite en 1937.
En sus de son activité de recherche, Henri Carré s'implique aussi beaucoup au service de l'élevage, notamment ovin, pour répondre aux sollicitations de ses confrères et des éleveurs. Ceci l’amène à élargir le champ de ses investigations cliniques et de laboratoire en offrant ses services pour fonder le diagnostic et préciser l'étiologie de maladies infectieuses, non infectieuses et parasitaires, publiant pour cela des articles de vulgarisation dans des revues d'élevage.
Henri Carré est officier de la Légion d'honneur et du Mérite agricole.

## Publication
- Henri Carré, La maladie des chiens: étiologie et vaccination, Onzième congrès international de médecine vétérinaire, Londres, 1930, 6 p., Éd. John Bale sons & Danielsson, Londres, 1930